# 西晋官制
西晋官制，沿用漢朝曹魏，對於之後分裂的中國（東晉十六國、南北朝）有很大影響。
晋朝以太宰（避諱司馬師、太师改為太宰）、太傅、太保為上公，太尉、司徒、司空為三公，與大司马、大将军合稱八公。西晉初年不設丞相、相国，八王之亂時，司马肜、司马颖、司马越、司马睿、司马保担任丞相，司馬倫、司马保先後擔任相国。最高行政机关是尚书省（尚书台），主持人是录尚书事，稱录公。尚書省正式取代三公成為宰相機關，尚书省有尚书令、尚书仆射、尚书左丞、尚书右丞，下設六曹尚书：吏部、三公、客曹、駕部、屯田、度支。之下有尚書郎二十三人，為三十四曹郎。中书省有中書監、中書令統領，其下新设中书侍郎。正式設立门下省，下轄侍中、散騎常侍、給事黃門侍郎。
列卿有太常、光祿勳、卫尉、太仆、廷尉、大鸿胪、宗正、大司农、少府、将作大匠、太后三卿、大长秋，均置丞、功曹、主簿等。御史台，由御史中丞负责，属官有殿中侍御史、侍御史、治书侍御史。
西晋爵位分王、公、侯、伯、子、男六等，官阶品、石混用。行政区划为州、郡、县三级制。
西晋兵制，具有中军、外军组织及都督、将领等职务。中央军设立七军五校：左卫将军、右卫将军、前军将军、后军将军、左军将军、右军将军、骁骑将军，由中领军、中军将军统率；屯骑校尉、越骑校尉、步兵校尉、长水校尉、射声校尉。晋武帝废除地方兵。